# Budy (Rybczyzna)
Budy – przysiółek wsi Rybczyzna w Polsce położona w województwie podlaskim, w powiecie grajewskim, w gminie Rajgród.
Przysiółek Budy położony jest częścią miejscowości Rybczyzna.
W latach 1975–1998 miejscowość administracyjnie należała do województwa łomżyńskiego.